# الدوري الليتواني لكرة اليد
الدوري الليتواني لكرة اليد (Lietuvos rankinio lyga) هو الدوري الرئيسي لكرة اليد للمحترفين في ليتوانيا. يدار من قبل اتحاد كرة اليد الليتواني. تأسس في سنة 1990، ويتكون حاليا من قبل 10 فرق. يعتبر نادي كاوناسلكرة اليد هو الأكثر تتويجا.